# Quercus buckleyi
Quercus buckleyi Nixon & Dorr – gatunek roślin z rodziny bukowatych (Fagaceae Dumort.). Występuje naturalnie w środkowo-południowych Stanach Zjednoczonych – w Teksasie, Oklahomie oraz Kansas. 

## Morfologia
PokrójZrzucające liście drzewo dorastające do 15 m wysokości. Kora jest gładka i ma szarą barwę.
LiścieBlaszka liściowa ma kształt od eliptycznego do odwrotnie jajowatego lub okrągławego. Mierzy 5,5–10 cm długości oraz 5–11 cm szerokości, jest z 7–9 parami podłużnych klapek na brzegu, ma nasadę od klinowej do uciętej i ostry lub spiczasty wierzchołek. Ogonek liściowy jest nagi i ma 2–4,5 cm długości.
OwoceOrzechy zwane żołędziami o kształcie od jajowatego do elipsoidalnego, dorastają do 12–19 mm długości i 12 mm średnicy. Osadzone są pojedynczo w miseczkach w kształcie kubka, które mierzą 5–12 mm długości i 10–18 mm średnicy. Orzechy otulone są w miseczkach do 35–50% ich długości.

## Biologia i ekologia
Rośnie na skalistych stokach oraz brzegach rzek. Występuje na wysokości do 500 m n.p.m.